# Bois de la Cambre

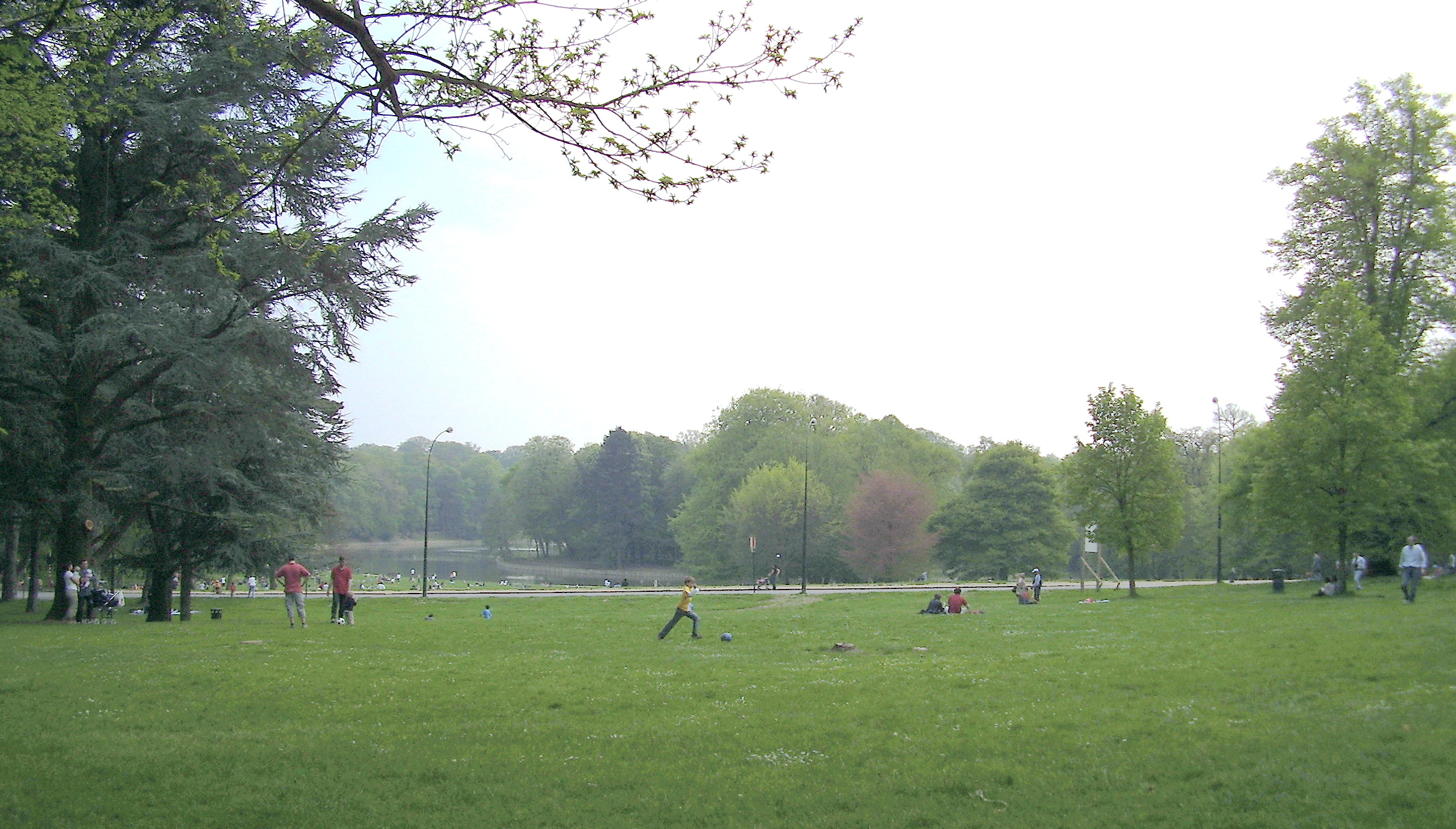
El Bois de la Cambre/Ter Kamerenbos

El Bois de la Cambre (Ter Kamerenbos en neerlandès) és un parc públic de Brussel·les.
Ha estat concebut, com una part del bosc de Soignes, el 1862 per un alemany, establert a Bèlgica: el traçat del bosc va ser confiat a Edouard Keilig, arquitecte de jardí nascut a Saxe el 1827 que va guanyar un concurs. Aquest espai condicionat a l'anglesa, estil nascut a Anglaterra al començament del segle xviii, que imita la natura i es caracteritza per una irregularitat en la concepció de les plantacions i de les vies. Aquesta irregularitat ofereix punts de vista i perspectives molt variats. Aquest lloc esdevé ràpidament lloc de trobada dels brussel·lesos, com al Bosc de Boulogne a París. En aquest indret s'hi trobava una lleteria, un velòdrom, el Théâtre de Poche, un llac artificial, un hipòdrom, i passeigs per a muntar a cavall.

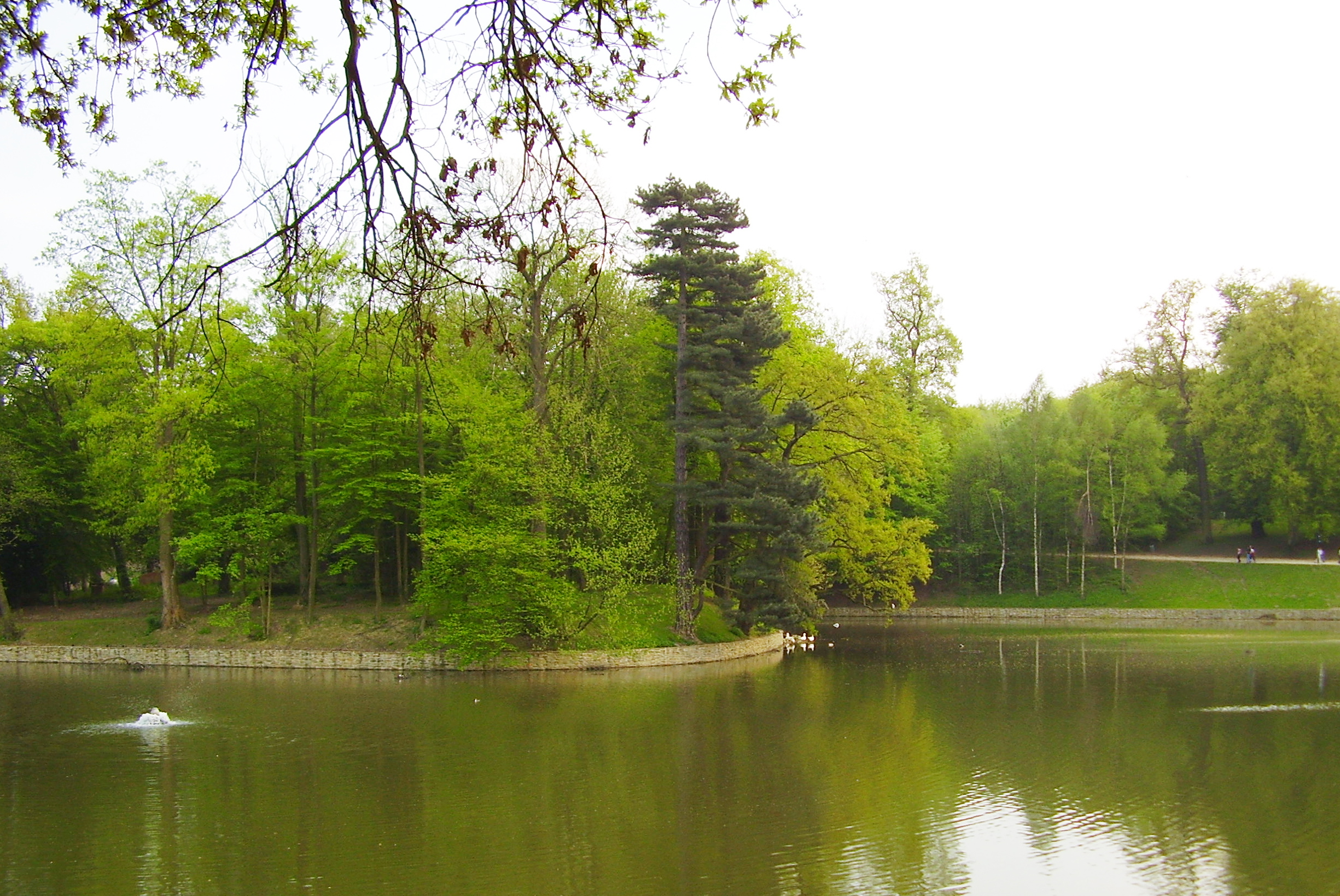
L'estany

Avui encara representa un important "pulmó verd" per als ciutadans de Brussel·les. En aquest espai s'hi realitzen diferents activitats com el rem i la pesca, demostracions esportives, concerts a l'aire lliure, jocs per a infants a l'estiu i patinatge.
Els serveis viaris que el travessen representen un eix important d'entrada a la ciutat, així com un lloc de pas entre les parts est i oest del sud de Brussel·les. Es planteja la possibilitat de tancar-lo al trànsit rodat, tot i que aquesta idea s'ajorna indefinidament.